# Storia del Tibet
Le notizie sull'origine del popolo tibetano sono poche ed incerte, ma sembra comunque discendere dalle tribù nomadi guerriere. Tuttavia, prima del VII secolo, non vi sono evidenze di presenza di un popolo politicamente compatto.
Molti miti bön, poi ripresi dal buddhismo tibetano, parlano dell'origine del Tibet. Uno di questi fa risalire l'origine del popolo tibetano all'unione tra una scimmia ed un'orchessa che ebbero sei figli, considerati gli antenati delle principali sei tribù tibetane. La scimmia è considerata dal buddhismo tibetano una manifestazione di Chenrezig (Avalokiteśvar), il Bodhisattva della Compassione.

## Il mito della creazione
Un mito sulla creazione narra che il vuoto fu riempito dal vento, poi da una pioggia torrenziale. La pioggia, dopo avere formato un oceano primordiale, cessò. Il vento, invece continuava fortissimo e agitò le acque a tal punto che si raddensarono come il burro dal latte.
In un altro mito, in primo luogo attestato nel Maṇi bka' 'bum, la gente tibetana sono la progenie dell'unione della scimmia Pa Drengen Changchop Simpa e di una orchessa della roccia. Si dice ancora che la scimmia è in effetti una manifestazione del bodhisattva Avalokiteśvara (Tib. Spyan-ras-gzigs) e la orchessa è in effetti Tara (Bodhisattva) (Tib. ' Grol-mA).
Secondo un'altra leggenda Nyatri Tsenpo, il primo monarca della dinastia Yarlung e dell'omonimo regno nel Tibet meridionale, era un essere immortale calato dal cielo sul Tibet con una corda dmu (dmu thag), descritta come una specie di arcobaleno, e quando suo figlio raggiunse la maggiore età e raccolse la sua eredità egli riascese nei cieli usando la stessa corda, una tradizione che si ripeté con tutti i primi sei re della dinastia.
Secondo Rudolf Steiner un grande iniziato atlantideo scelse gli individui più progrediti spiritualmente ed emigrò in oriente nella regione dell'odierno Tibet.

## Primi dati storici
Storicamente, tribù affini ai birmani si stanziarono nell'altopiano del Tibet tra il 700 a.C. ed il 400 a.C., dando origine a feudi attorno al 320 a.C. ed al Regno di Yarlung nel 127 a.C. (data di partenza del calendario tibetano). La dinastia di tale regno, fondata dal monarca Nyatri Tsenpo, durò fino all'842 e comprende 42 sovrani. La religione diffusa sul territorio era il Bön, accanto ad altre credenze minori.
Tale regno s'ingrandì progressivamente, divenendo sempre più potente.
Il Buddhismo, nella sua forma di lamaismo arrivò in Tibet nel 333 d.C. grazie all'opera del re Lha Toto Ri Gniendzen (284 d.C.-363 d.C.).
Già attorno al 400 d.C. il regno tibetano era in grado di inviare ambascerie in Cina.

## L'Impero tibetano
La storia propriamente conosciuta e documentabile del Tibet inizia con il re Songtsen Gampo (figlio di Namri Songtsen), il primo a convertirsi al buddismo nel 617 d.C.
Il re Songtsen Gampo di Yarlung (598 d.C.-650 d.C.) unificò il paese assoggettando tutti i regni che vi si erano formati e fondò l'impero del Tibet che comprendeva tutti i territori in cui era parlato il tibetano.
Nel 653 d.C. venne aperta la prima scuola teologica tibetana, da cui prese origine, nel 690 d.C., l'attuale alfabeto tibetano ed iniziò a prendere corpo la cultura tibetana. Il Buddhismo divenne religione di Stato nel 751 d.C..
Nell'VIII secolo l'impero tibetano ebbe un periodo di splendore sotto re Trisong Detsen (755 d.C.-804 d.C.), si estese nel territorio cinese ed in altri paesi dell'Asia Centrale, arrivando ad occupare temporaneamente la capitale cinese Ch'ang-an, l'odierna Xian nel 763, imponendo all'imperatore i nuovi confini e pesanti tributi.
Durante il suo regno il buddhismo tibetano divenne la religione di Stato ed assunse una connotazione particolare con l'introduzione dell'influenza del Tantra, distinguendosi da quelli praticati in Cina ed in India, grazie agli insegnamenti di Padmasambhava, venerato in Tibet con il nome di Guru Rinpoche. Fu fondata la più antica scuola di buddhismo tibetano, chiamata Nyingma (antica), e fu costruito a Samye il primo monastero lamaista del Tibet nel 775.
La massima espansione territoriale si ebbe attorno all'810 durante il regno di Sadnalegs, quando fu espugnata Samarcanda, con la cui acquisizione i tibetani si garantirono il controllo totale dell'antica via della seta.
Il penultimo imperatore fu Ralpacan, o Ralpachen (815-836), conosciuto come il terzo grande re del Dharma per la sua opera di diffusione del buddhismo. Nel suo regno, l'ultimo del periodo aureo del Tibet, fu firmato un trattato di pace con la Cina nell'821 e nell'822, il testo di tale trattato fu inscritto nelle due lingue su ognuna delle tre stele che furono posizionate rispettivamente all'esterno del palazzo imperiale cinese di Ch'ang-an, di fronte al portone principale del tempio di Jokhang a Lhasa, mentre l'ultima venne posta a titolo di demarcazione del confine sino-tibetano sul passo di Chiang Chun, presumibilmente nella zona dell'attuale Tianshui, nella provincia del Gansu. Di queste è tuttora esistente solo quella di Lhasa nella quale, tra le altre cose, si legge: "...Tutto ciò che è all'oriente è il paese della grande Cina, e tutto quello che è all'occidente è, senza dubbio, il paese del grande Tibet...".
Malgrado l'affermarsi del buddhismo la preesistente religione Bön era ancora molto potente, in particolare presso la corte imperiale, e Ralpacan fu assassinato dal fratello Tri Wudum Tsen (836-842) che, istigato dalla fazione Bön, dopo aver assunto il titolo di imperatore, instaurò un regime di terrore perseguitando i buddhisti e distruggendone i templi, guadagnandosi l'appellativo di Langdarma, che significa la legge del bue. Questi venne a sua volta assassinato, in una data imprecisata tra l'842 e l'846, dal lama Dorje Palgyi Lhalung.
Il paese, già allo sbando dopo l'assassinio di Ralpacan, precipitò nel caos e l'impero si frantumò.
La seguente lista dei sovrani della dinastia Yarlung comprende i re di Yarlung, e a partire dal 33º, Songtsen Gampo, gli imperatori del Tibet.
| Numero | Nome in pinyin tibetano e (traslitterazione Wylie) | Regno              |
| 1      | Nyatri Tsenpo (gNya'-khri bTsan-po)                |                    |
| 2      | Mutri Tsenpo (Mu-khri bTsan-po)                    |                    |
| 3      | Dingtri Tsenpo (Ding-khri bTsan-po)                |                    |
| 4      | Sotri Tsenpo (So-khri bTsan-po)                    |                    |
| 5      | Mertri Tsenpo (Mer-khri bTsan-po)                  |                    |
| 6      | Dakrri Tsenpo (gDags-khri bTsan-po)                |                    |
| 7      | Siptri Tsenpo (Sribs-khri bTsan-po)                |                    |
| 8      | Drigum Tsenpo (Gri-gum bTsan-po)                   |                    |
| 9      | Chatri Tsenpo                                      |                    |
| 10     | Esho Lek (E-sho-legs)                              |                    |
| 11     | Desho Lek (De-sho-legs)                            |                    |
| 12     | Tisho Lek (Thi-sho-legs)                           |                    |
| 13     | Guru Lek (Gu-ru-legs)                              |                    |
| 14     | Trongzhi Lek ('Brong-zhi-legs)                     |                    |
| 15     | Isho Lek (I-sho-legs)                              |                    |
| 16     | Zanam Zindé (Za-nam Zin-lde)                       |                    |
| 17     | Detrul Namshungtsen (lDe-'phrul gnam-gzhung-btsan) |                    |
| 18     | Senöl Namdé (Se-snol gNam-lde)                     |                    |
| 19     | Senöl Podé (Se-snol Po-lde)                        |                    |
| 20     | Senöl Nam (lDe-snol-nam)                           |                    |
| 21     | Senöl Po (lDe-snol-po)                             |                    |
| 22     | Degyel Po (lDe-rgyal-po)                           |                    |
| 23     | Detrin Tsen (lDe-sprin-btsan)                      |                    |
| 24     | Tori Longtsen (rGyal-to-ri Long-btsan)             |                    |
| 25     | Tritsen Nam (Su-khri bTsan-nam)                    |                    |
| 26     | Tridra Pungtsen                                    |                    |
| 27     | Tritog Jetsen (Khri-rje Thog-btsan)                |                    |
| 28     | Lha Thothori Nyantsen (lHa-tho-tho-ri gNyan-btsan) |                    |
| 29     | Trinyen Zungtsen (Khri-gnyan gZung-btsan)          |                    |
| 30     | Drongnyen Deu ('Bro-gnyan lDe'u)                   |                    |
| 31     | Tagbu Nyasig (sTag-ri gNyan-gzigs)                 | 579-619            |
| 32     | Namri Songtsen (gNam-ri Srong-btsan)               | ?-629              |
| 33     | Songtsen Gampo (Srong-btsan sGam-po)               | 60?-649            |
| 34     | Gungsrong Gungtsen (Gung-srong gung-btsan)         | 638-655?           |
| 35     | Mangsong Mangtsen                                  | 653-676            |
| 36     | Tridu Songtsen                                     | 676-704            |
| 37     | Me Agtsom (Khri-lde-gtsug-brtan)                   | 680-743            |
| 38     | Trisong Detsen                                     | 755-797            |
| 39     | Muné Tsenpo                                        | 797-799?           |
| 40     | Sadnalegs                                          | c. 800 or 804-815? |
| 41     | Ralpacan                                           | 815-836            |
| 42     | Langdarma                                          | 836-842            |

## Dal VII al XIX secolo

### Il frazionamento dell'Impero e la rinascita del lamaismo
Alla morte di Langdarma fece seguito una guerra civile, il possente impero tibetano si frantumò in diversi regni ed un periodo oscuro iniziò per il Tibet. Lhasa restò un punto di riferimento per i pellegrini tibetani, ma il suo prestigio si offuscò, oltre a perdere il ruolo di capitale politica, perse anche quello di capitale religiosa, a seguito della cacciata dei monaci buddhisti da parte di Langdarma. Avrebbe lentamente riacquisito la sua importanza nel corso dei secoli successivi, fino a tornare a svolgere il ruolo storico-religioso che le competeva nel XV secolo, con l'affermarsi della scuola lamaista Gelug e l'avvento dei Dalai Lama.
Il bis-nipote di Langdarma, Wosung, si instaurò nel Tibet occidentale, dove fondò il regno di Ngari, e tre suoi discendenti si spartirono il territorio dando vita ai regni di Guge, Purang e Maryul, l'odierno Ladakh.

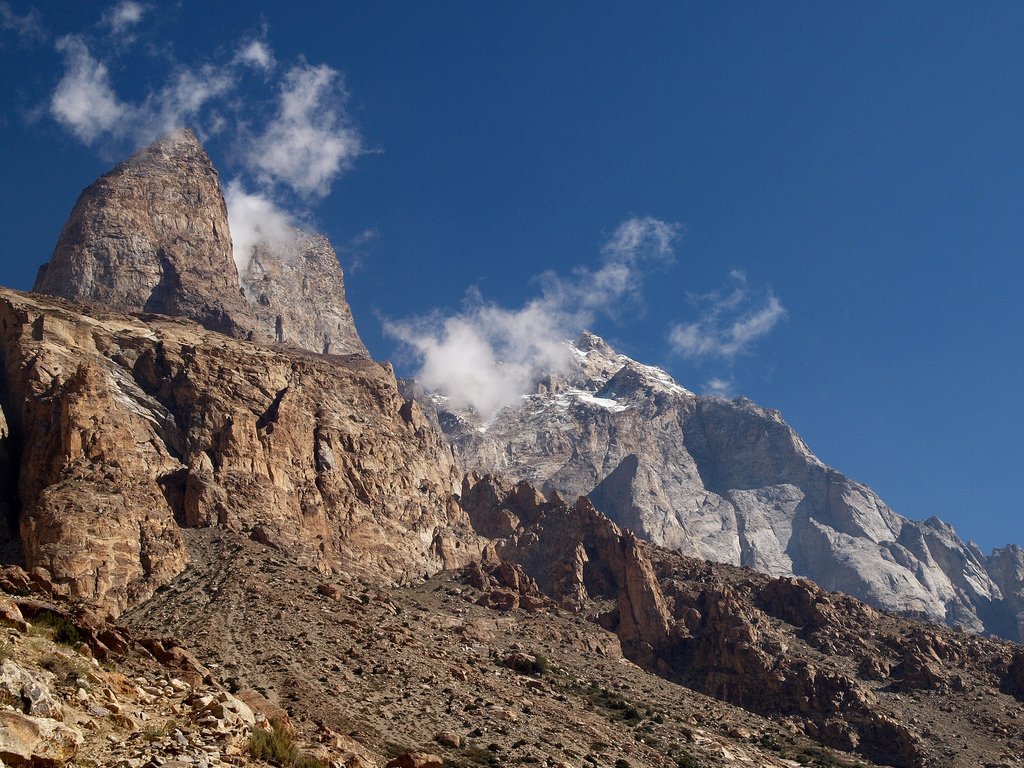
Montagne del Tibet

Dopo la diaspora degli ecclesiastici da Lhasa, il buddhismo tibetano seppe riorganizzarsi nei monasteri delle regioni orientali di Kham e Amdo, per poi rifiorire anche nel resto del paese, a cominciare dalle regioni centro occidentali nei regni di Guge e di Ngari. Il re Yeshe di Ngari, a cavallo tra il X e l'XI secolo, invitò monaci, letterati ed artisti, fece tradurre i testi sanscriti in tibetano e costruire 108 templi nella valle del Sutlej, dando il via ad un vero e proprio rinascimento del credo lamaista. Tra i vari maestri di questo periodo vanno segnalati i monaci Atisha, Rinchen Zangpo e Marpa. Quest'ultimo si stabilì nella valle dello Yarlung e divenne il maestro del famoso Milarepa (1052-1135).
La rinascita religiosa modificò profondamente il buddhismo tibetano, in questo periodo nacquero due delle principali quattro scuole del lamaismo. Dapprima venne fondata quella dei Sakya, grazie all'opera del lama Sachen Kunga Nyingpo, ed in seguito quella dei Kagyu, creata dal monaco Gampopa con l'elaborazione degli insegnamenti di Marpa. La scuola Kagyu avrebbe dato luogo a diverse sotto-scuole tra le quali quelle dei Karmapa e degli Shamarpa.
Tutti questi lignaggi furono chiamati Sarma, che significa nuova trasmissione, ed avrebbero avuto un ruolo importante nella storia politica del paese, fu in questi anni che il potere politico e quello religioso in Tibet si legarono indissolubilmente. I Karmapa introdussero nel XIII secolo il concetto di tulku, ancora oggi in vigore, secondo cui il capo spirituale della setta può scegliere in quale corpo reincarnarsi.
La società del periodo imperiale prevedeva tre tipi di proprietà: quella della nobiltà, quella del clero buddhista e quella libera, che esercitavano il loro potere sulla popolazione, la cui condizione era paragonabile a quella dei medievali servi della gleba in occidente. L'assimilazione tra il potere ecclesiastico e quello temporale fu l'unica modifica di quello schema feudale, che con la nuova conformazione sarebbe rimasto immutato fino all'invasione cinese del 1950.
Sempre in questo periodo si intensificarono i pellegrinaggi dei buddhisti cinesi in Tibet ed in India. Attorno al 1210 arrivarono in Europa le prime notizie, spesso fantastiche, sull'altopiano tibetano.

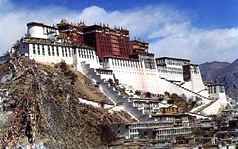
Il Palazzo del Potala, ex-residenza del Dalai Lama.

### Il dominio mongolo (1207 - 1720)

#### Sottomissione a Gengis Khan
Nel 1206 divenne sovrano dei mongoli Gengis Khan (1167 - 1227), che costruì il famoso impero e, tra i vari territori assoggettati conquistò il Xia occidentale, uno dei due imperi in cui era divisa la Cina situato ai confini nordorientali del Tibet retto dai sovrani Tangut, conosciuti dai tibetani anche come Minyak, in cui si era diffusa la scuola lamaista Kagyu. Fu una conquista difficile, con una serie di attacchi che cominciò già nel 1202 e si concluse un mese prima della sua morte nel 1227. Le grandi vittorie di Gengis Khan e la critica situazione del Xia occidentale preoccupò le sfere ecclesiastiche tibetane che, nel timore di un'imminente invasione del paese, inviarono una delegazione guidata da Tsangpa Dunkhurwa nel 1221. La missione fece atto di sottomissione al condottiero mongolo ed offrì il pagamento di tributi convincendo Gengis Khan a non invadere l'altopiano.
Dopo la sua morte i tibetani si affrancarono da tale obbligo ed il figlio di Gengis Khan, Ögedei Khan (1186-1241), ordinò la prima invasione del Tibet nel 1240, ma l'anno dopo morì e le sue truppe si ritirarono.

#### Nascita della teocrazia in Tibet: i tutori imperiali
Il figlio di Ögedei e fratello del nuovo Gran Khan Güyük (1206-1248), Köden, si convertì al buddhismo tibetano e a tale scopo invitò alla sua corte come maestro spirituale il più importante lama di quel tempo, Sakya Pandita (Sakya Pandita Kunga Gyeltsen o Kunga Gylatshan Pal Zangpo, 1182 - 1251), che era discepolo della scuola Sakya, una delle quattro più importanti del buddhismo tibetano di tutti i tempi.
Nel 1247 il principe Köden invase la quasi totalità del Tibet, facendone uno stato vassallo di cui fu nominato governatore Sakya Pandita, che diede così inizio alla dinastia dei Sakya, al cui vertice si succedettero 19 governatori che avrebbero controllato il territorio in nome dei mongoli fino al 1358. In questo modo fu introdotta per la prima volta la relazione prete-protettore, chiamata cho-yon, in base alla quale i Sakya ottennero ampi margini di autonomia nel governo del territorio, un privilegio a cui nessun altro dei popoli soggiogati dai mongoli ebbe accesso.
Nel 1258 il condottiero mongolo Kublai Khan (1215-1294), organizzò una disputa tra teologi taoisti e lamaisti che, secondo fonti tibetane, fu vinta da questi ultimi, con la conseguente distruzione dei testi dei taoisti che vennero costretti a convertirsi al lamaismo. A capo della delegazione tibetana era Drogön Chögyal Phagpa, il Sakyapa Lama nipote e successore di Sakya Pandita, che in virtù di tale vittoria acquisì grande influenza alla corte mongola, fino ad essere nominato precettore imperiale (guoshi o dishi) nel 1260.
Marco Polo descrive ne Il milione la regione:
(cap. 115 Ancora de la provincia di Tebet)
Fu così ristabilita da Kublai la supremazia nella corte mongola dei Sakya e del lamaismo, che erano state abolite dal suo predecessore e fratello Möngke Khan (1208-1259).
Kublai, che stava completando l'annessione della Cina all'impero mongolo, aiutò Phagpa a prendere l'egemonia anche sui vari regni ed ordini monastici tibetani garantendo l'esenzione da tasse e corvée. Su intercessione dello stesso Phagpa l'imperatore concesse libertà ai lama su quale setta e scuola intendessero scegliere. Nel 1268 gli affidò la conduzione di un censimento secondo cui il Tibet era diviso in 13 stati, sui quali gli affidò il potere temporale con la carica di tutore imperiale. Come precettore Phagpa visse in Cina, ed un subalterno governò il Tibet in sua vece con il titolo di ponchen, da non confondere con il Panchen Lama.
Questi eventi segnarono la riunificazione del Tibet e l'instaurazione in esso della prima teocrazia, una svolta epocale che avrebbe segnato il futuro assetto politico e religioso del paese.
In seguito Phagpa avrebbe rafforzato il legame del suo clan con l'imperatore organizzando il matrimonio di suo fratello, di un nipote e di un pronipote con principesse mongole, e morì nel 1280, avvelenato da un ponchen durante una sua visita in Tibet.

#### Nascita della controversia sino-tibetana sulla sovranità del Tibet
La conquista della Cina fu completata nel 1279, e Kublai Khan divenne il primo sovrano della dinastia Yuan (1271-1368) dell'Impero cinese. Questi lasciò inalterati i sistemi di amministrazione dei paesi conquistati, ed il sistema governativo che instaurò nella nuova capitale Pechino, basato su quelli delle precedenti dinastie cinesi, non fu mai adottato in Tibet.
A seguito di queste annessioni, l'attuale repubblica popolare cinese rivendica il territorio tibetano, proclamandone la legittimità dell'annessione. Alcune critiche rivolte alla Cina replicano che la successiva dinastia Ming cinese (1368-1644) non ebbe niente a che fare con i mongoli e sarebbe quindi come se l'India rivendicasse diritti nei confronti della Birmania in quanto in passato appartenente all'India britannica. Quando i mongoli acquisirono la sovranità sul Tibet non avevano ancora completato la conquista della Cina.
La supremazia dei Sakya fu messa in pericolo nel 1285, quando scoppiò una rivolta dei sostenitori della scuola lamaista Kagyu del ramo Drikung alleatisi con i mongoli di Duwa, re del Khanato Chagatai, stanziato a nord-ovest del Tibet e in conflitto con i mongoli orientali. L'intervento delle truppe Sakya e di quelle imperiali provocò 10.000 vittime e la sommossa fu sedata nel 1290 con la distruzione del monastero Drikung dove si erano asserragliati i ribelli.

#### Nuova indipendenza tibetana
Quando il potere dei mongoli cominciò a declinare il governo dei Sakyapa fu rovesciato tra il 1354 ed il 1358 da Tai Situ Changchub Gyaltsen (1302 – 1364), il più alto esponente del ramo Phagdru della scuola buddhista Kagyu, legato ai Drikung, che diede inizio alla dinastia Phagmodrupa (1354 - 1434). Insediò la capitale del nuovo regno a Nêdong, nella valle dello Yarlung, nel Tibet del sud, ed estese il controllo sul Tibet centrale, dando inizio ad un periodo di stabilità.
I cinesi si emanciparono a loro volta dal dominio mongolo nel 1368, quando iniziò la dinastia Ming (1368-1644), ed il neo-formato regno tibetano divenne uno stato tributario della Cina, in cambio i Phagmodrupa ottennero dall'imperatore il titolo di Chanhuawang (in cinese: 闡化王, principi che diffondono il buddhismo).
Nel XV secolo il Tibet si spaccò nuovamente con l'avvento del clan dei Rinpung che si era impossessato nel 1434 della zona di Shigatse, nello Tsang, la parte centro-occidentale della valle dello Yarlung, dove patrocinavano il potente ramo della scuola Kagyu dei Karmapa; avevano inoltre esteso la loro influenza tra i Phagmodrupa, i cui regnanti di quegli anni avevano sangue Rinpung. I Rinpung consolidarono i loro territori e fondarono l'omonima dinastia.
Mentre le due dinastie Phagmodrupa e Rinpung regnavano parallelamente, si sviluppò una nuova scuola di buddhismo tibetano, chiamata Gelug, che era nata nel 1409 ed era diventata una delle quattro principali del buddhismo tibetano, è quella che tuttora ha più influenza, tanto che ad essa appartiene l'attuale Dalai Lama, pur non essendone il capo. La guida dei Gelugpa per tradizione è un successore del fondatore della scuola, Tsongkhapa, che fondò il monastero di Ganden, il centro principale del nuovo movimento, e fu uno dei principali maestri di quello che avrebbe ricevuto il titolo postumo di primo Dalai Lama, Gendün Drup (1391 - 1474).
L'affrancamento dei tibetani dai mongoli fu soltanto formale, in quanto un'alleanza stipulata nel 1497 si sostituì al vassallaggio. L'ascesa dei Gelug portò alla costruzione delle due celeberrime università monastiche di Sera e di Drepung, rispettivamente nel 1452 e nel 1469.
Nel 1475 nacque la reincarnazione di Gendun Drup, Gendün Gyatso (1475 - 1542), che contribuì a diffondere la dottrina Gelug in Tibet viaggiando intensamente, e nel 1578 il suo successore, il potente monaco della scuola Gelug Sönam Gyatso (1543 - 1588) divenne maestro dell'imperatore mongolo Altan Khan. Secondo alcune fonti questi gli conferì il titolo onorifico di "Oceano di Saggezza" ("Dalai Lama"), ma l'attuale Dalai Lama Tenzin Gyatso ha dichiarato che secondo le sue fonti tale appellativo fu usato dal re mongolo solo in segno di deferenza, e che non fu un'investitura ufficiale.
Mentre il primo Dalai Lama si era occupato quasi esclusivamente di approfondire gli studi teologici e diffondere la religione, il secondo entrò nello scenario politico stringendo amicizia con il principe Phagmodrupa, mentre il terzo si rivelò un brillante politico con i suoi uffici presso la corte mongola e divenendo amico personale del penutimo principe Phagmodrupa, Kagyud Nampar Gyalwa, Il principe successivo, Mipham Sonam Wangchuk Drakpa Namgyal Palzang, fu a capo di una delegazione che si recò in Mongolia per prendere in consegna quello che era stato riconosciuto come il quarto Dalai Lama, Yönten Gyatso (1589 - 1617), un principe mongolo discendente di Altan Khan, che giunse a Lhasa accompagnato da un esercito mongolo.
Nel frattempo la dinastia Rinpung ebbe un periodo di splendore alla fine del XV secolo, che la vide completare la conquista dello Tsang, assumere la reggenza della declinante dinastia Phagmodrupa e conquistare il regno Guge della regione dello Ngari nel Tibet occidentale. Oltre a quello dei Karmapa si era assicurata anche l'appoggio del ramo Shamarpa della scuola Kagyu. Il più importante dei suoi sovrani fu Donyo Dorje, che regnò fino alla morte avvenuta nel 1510 e che guidò un esercito fino alla zona di Lhasa, ritirandosi prima di conquistarla.
L'espansione di questo regno nel sud-ovest e quella della scuola Gelug nella zona di Lhasa portò allo scontro tra le due potenze, che avrebbe segnato pesantemente la storia del Tibet tra il 1500 ed il 1620. In questa fase i principi della declinante dinastia Phagmodrupa cercarono invano di comporre il conflitto.
Dopo la morte di Donyo Dorje cominciò il declino dei Ringpunpa che portò all'affermazione di un altro clan dello Tsang, gli Tsangpa, la cui dinastia, legata a sua volta ai Karmapa e agli Shamarpa, prese il potere nel 1565 grazie al sovrano Karma Tseten. La massima espansione Tsangpa si ebbe agli inizi del XVII secolo quando conquistarono il Tibet occidentale ed espulsero i mongoli alleati del quarto Dalai Lama, in tale occasione massacrarono 5.000 monaci Gelugpa che tentarono di resistergli dalle roccaforti di Sera e di Drepung. L'unica sconfitta di quel periodo fu quella con l'armata del ramo Drukpa della scuola Kagyu, il cui leader Shabdrung Ngawang Namgyal si distaccò dalla storia temporale tibetana fondando il regno del Bhutan.

#### Nuova invasione mongola
Nel 1640 si registrò una nuova invasione mongola del Tibet da parte delle truppe di Gushri Khan, re degli hošuud. Questi, su invito del quinto Dalai Lama, sconfisse il nemico del patriarca, il re dello Tsang, che era legato ai karmapa, e occupò inoltre le regioni del Tibet orientale note come Kham orientale e Amdo, dove il re Tsangpa si era alleato con alcuni feudatari locali. In seguito a tali avvenimenti il re mongolo riunificò il Tibet, fece atto di sottomissione al Dalai Lama e gli affidò il potere politico e spirituale del paese, ottenendone in cambio il controllo dell'esercito ed il titolo formale di re del Tibet.
Grazie al nuovo intervento mongolo s'impose il lamaismo Gelug, che favorì la creazione di uno stato teocratico a capo del quale nel 1642 fu posto Ngawang Lobsang Gyatso (1617-1682), il grande quinto Dalai Lama (era questa la quinta incarnazione del Dalai Lama, che è considerato un'emanazione di Avalokiteśvara, la divinità della compassione universale che protegge il Tibet). Il paese era stato finalmente riunificato, e la sua gloria era tornata a splendere, tanto che durante la visita a Pechino del Dalai Lama nel 1653, l'imperatore cinese lo accolse come un suo pari. Egli istituì l'attuale sistema di governo tibetano, conosciuto come Gaden Phodrang, abbattuto nel 1950 dai cinesi. Il suo regno fu florido, ma alla sua morte ricominciarono congiure ed intrighi ed il paese ripiombò nell'anarchia.
Dopo un susseguirsi di Dalai Lama spiritualmente capaci ma temporalmente incompetenti, e con il declino della potenza mongola sua protettrice, il paese cadde in balia del limitrofo colosso cinese.
Nel 1717 un altro popolo di origine mongola, gli Dzungar, furono chiamati dai tibetani per cacciare le armate del nipote di Gushri Khan, Lha-bzang Khan, inviso alla popolazione per aver destituito il sesto Dalai Lama. Gli Dzungar invasero il Tibet e uccisero Lha-bzang, ma si resero protagonisti di barbarie tali che i tibetani per liberarsene si videro costretti a chiedere l'aiuto dei cinesi, il cui imperatore Kangxi inviò delle truppe che presero Lhasa nel 1720. Ebbe così termine dopo cinque secoli il dominio mongolo nel Tibet e la Cina ottenne il diritto di avere un commissario residente (amban) a Lhasa, fu così che il Tibet si trovò sotto la suzeraineté cinese, pur conservando la sovranità.
Fu in questa occasione che i governanti tibetani cedettero gran parte del Kham orientale alla Cina in segno di gratitudine. La regione fu inglobata nelle province del Sichuan e dello Yunnan. Ai capi tribù locali, tra i quali figurava il re di Derge, fu concesso di continuare a governare come vassalli dell'imperatore cinese con larghi margini di autonomia. Sempre nel XVIII secolo la zona nord del Kham chiamata Yushu entrò a far parte della provincia cinese del Qinghai.

### Il protettorato cinese
Le truppe cinesi scortarono a Lhasa il giovane settimo Dalai Lama, nato nel Tibet orientale e l'amban fu installato in Tibet ufficialmente per rimanere a disposizione del Dalai Lama, ma in effetti per proteggere gli interessi cinesi. Questo fu l'inizio della interferenza Manciù negli affari tibetani. Con la presa di potere del principe tibetano Mi Wang (1724-1746), fu adottata una politica a favore degli interessi cinesi.
Dal 1726 furono inviati a Lhasa due residenti cinesi per controllarne meglio la vita politica. Nuovo regnante fu il principe Ta li bador (1746-1751), anch'esso favorevole ai manciù. Alla sua morte il paese cadde in completa anarchia e la Cina ne approfittò per occuparlo. Quando i tibetani si ribellarono nel 1750 e uccisero l'amban, l'esercito cinese entrò nel paese e nominò un successore del funzionario ucciso e come regnante-fantoccio installarono il Lama Losan nag (1752-1792). Nel 1788 i guerrieri nepalesi Gurkha invasero il sud del paese e furono respinti dalle truppe cinesi.
Un nuovo intervento cinese in Tibet si verificò nel 1790, quando i rappresentanti (gli amban) dell'imperatore manciù si trasferirono a Lhasa e tentarono di impegnarsi in "indicibili" intrighi per intromettersi negli affari tibetani.
Nel 1793 il governo di Pechino promulgò una legge per la scelta del Dalai Lama e del Panchen Lama, togliendo il privilegio alla nobiltà tibetana, a detta dei cinesi corrotta e non adatta allo scopo. Con il nuovo sistema veniva compilata una lista di pretendenti ai titoli, ciascuno dei loro nomi veniva inserito in un'urna dalla quale veniva estratto il nome del nuovo patriarca alla presenza delle autorità cinesi. Tale scelta veniva in seguito ufficializzata con la ratifica del capo di Stato cinese. Questo sistema è rimasto immutato fino ai giorni odierni.
Nel frattempo, la situazione internazionale era assai peggiorata: i britannici dal 1757 avevano assunto l'intero controllo della penisola indiana e, dal 1835 al 1843, completarono la creazione del protettorato sul confinante Kashmir. Il Tibet era divenuto un "Paese a rischio", uno "Stato cuscinetto" stretto nella morsa dei cinesi ad oriente e dei britannici nel meridione.
Nel 1856 un trattato tra cinesi e britannici stabilì i confini tra Tibet e Nepal. I manciù ottennero il controllo nominale sul Tibet Orientale per un periodo che terminò nel 1865 quando i tibetani ripresero possesso dei territori perduti. Quando nacque il XIII Dalai Lama, il Tibet si trovava ancora sotto protettorato cinese.

## XX secolo e storia contemporanea (dal 1876 ai giorni nostri)
Nel 1898 la Gran Bretagna intervenne militarmente una prima volta in Tibet e nel 1904 spedì forze militari indiane, al comando di Sir Francis Younghusband (1863-1942) per sanare una controversia confinaria, che di fatto significò l'occupazione militare della regione, volta a contrastare l'interesse manifestato dallo Zar di Russia. In risposta a questa operazione militare il ministro degli esteri cinese affermò per la prima volta in modo esplicito che era la Cina ad avere sovranità sui territori tibetani.
Quando la missione militare britannica raggiunse Lhasa, il Dalai Lama era già fuggito ad Ulan Bator, in Mongolia, situazione che avrebbe costretto Sir Younghusband a ritornare in India senza aver raggiunto gli obiettivi prefissati, opzione non ritenuta accettabile. Younghusband decise quindi di redigere un trattato unilateralmente, facendolo approvare a Potala dal reggente, Ganden Tri Rinpoche, e da altri ufficiali tibetani reclutati con funzione di "governo".
All'insaputa di Younghusband il ministro tibetano con cui trattò era appena stato nominato, in quanto il predecessore era stato imprigionato di recente insieme ad altri ministri, accusati di essere filo-britannici e potenzialmente troppo accomodanti con il comandante inglese.

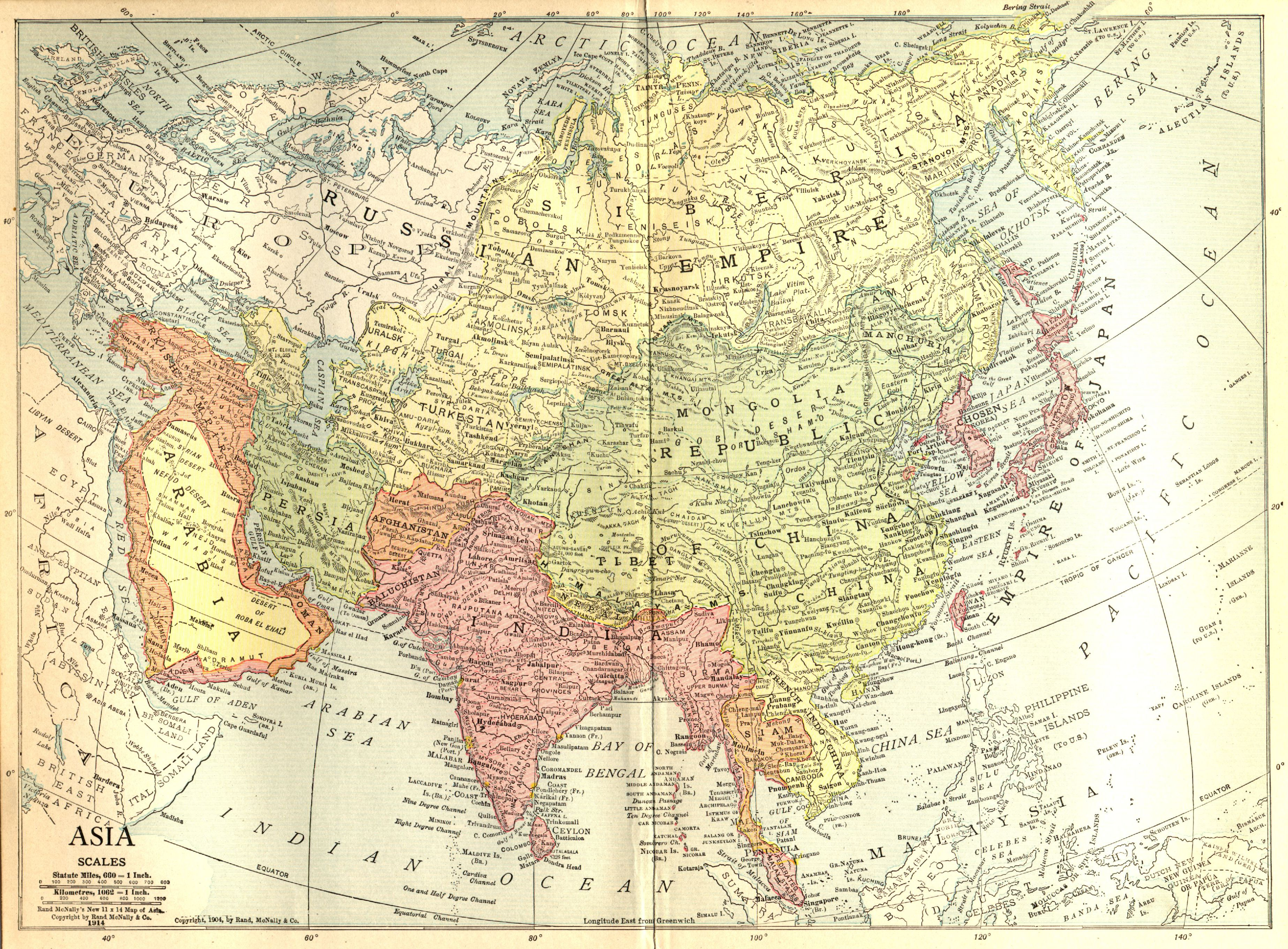
Il Tibet nel 1914

Il trattato stipulato obbligò il Tibet ad accettare diverse condizioni, tra cui l'apertura dei suoi confini all'India britannica senza l'imposizione di tasse doganali o altri impedimenti ai mercanti indiani e britannici, l'accettazione dell'insediamento di un agente e di avamposti commerciali nel sud del paese, l'obbligo di pagare 2,5 milioni di rupie come forma di indennizzo e l'impegno a non stringere relazioni con altre nazioni straniere senza l'approvazione preventiva della Gran Bretagna.
La vittoriosa spedizione durò un anno e l'esercito invasore si ritirò lasciando sul campo 5.000 vittime tibetane contro le sole 5 britanniche.
Questo trattato anglo-tibetano fu di fatto ratificato dai cinesi nel successivo trattato sino-britannico del 1906, con cui i britannici si impegnarono a non annettersi alcun territorio tibetano e a non intromettersi nell'amministrazione di quel governo, ricevendo in cambio il consenso dei cinesi all'istituzione dei rapporti commerciali anglo-tibetani avvenuta nel 1904. Entrambe le potenze si impegnarono ad impedire che altre nazioni estendessero la loro influenza nel Tibet. Il governo di Pechino si prese inoltre la responsabilità del pagamento alla Gran Bretagna dei 2,5 milioni di rupie che il Tibet sarebbe stato costretto a versare in base al trattato del 1904.
Nel 1907 la Gran Bretagna e la Russia, nell'ambito della spartizione delle rispettive aree di influenza in Asia, si accordarono che, nel rispetto di quanto stipulato con i precedenti trattati del 1904 e 1906, fossero riconosciuti i diritti di suzerain sul Tibet dei cinesi, ai quali veniva riconosciuto anche il diritto di intermediazione su tutti gli affari esteri tibetani. Con tale trattato i due stati europei si impegnarono inoltre a non minacciare l'integrità territoriale del Tibet e a non inviare loro rappresentanze a Lhasa (Accordo anglo-russo).
Nel 1910 i manciù, che governavano la Cina, invasero nuovamente il Tibet e costrinsero il Dalai Lama a fuggire nell'India britannica dove rimase fino al 1913, dopo che in Cina scoppiò la rivoluzione che pose fine al millenario impero nel 1911. Gli inglesi intervennero a loro volta e liberarono Lhasa nel 1912.
L'interferenza manciù cessò nel 1912, in concomitanza con la fondazione della Repubblica di Cina. Nella prima costituzione di tale stato fu riaffermata la sovranità sul Tibet, che veniva eletto a provincia cinese.
I tibetani risposero espellendo tutte le truppe cinesi di stanza a Lhasa e in altri centri del Tibet e il tredicesimo Dalai Lama dichiarò l'indipendenza del Tibet nel 1913.
Nello stesso anno Tibet e Mongolia firmarono nella capitale mongola Urga, l'attuale Ulan Bator, un trattato di alleanza e di reciproco riconoscimento dell'indipendenza dalla Cina ("Trattato di Urga"). Le ultime truppe cinesi abbandonarono il Tibet nel 1914. Il XIII Dalai Lama fu accolto trionfalmente in Tibet e si sforzò di modernizzare il paese nel rispetto della tradizione religiosa. Vennero create linee telefoniche, linee elettriche, le prime strade ed acquedotti, il servizio postale (vennero emessi anche i francobolli), ma la società rimase quella feudale di sempre.
Nel 1914 venne negoziato in India un ulteriore trattato fra il Tibet, la Cina e la Gran Bretagna (la "Convenzione di Simla") per definire confini e sovranità. Questo trattato era favorevole ai britannici e i cinesi non lo firmarono né lo riconobbero mai; per questo motivo rivendicano, ancora oggi, il territorio dell'Arunachal Pradesh, che i tibetani accettarono di cedere ai britannici. I confini seguivano una linea ("Linea McMahon") tracciata dall'allora negoziatore britannico, Sir Henry McMahon (1862-1949). L'indipendenza tibetana, sotto la suzeraineté cinese, era contemplata nell'accordo bilaterale che venne raggiunto a Simla tra Tibet e India Britannica lo stesso giorno in cui la delegazione cinese lasciò la convenzione (3 luglio 1914), ma non poté essere ratificata per l'assenza dei cinesi.

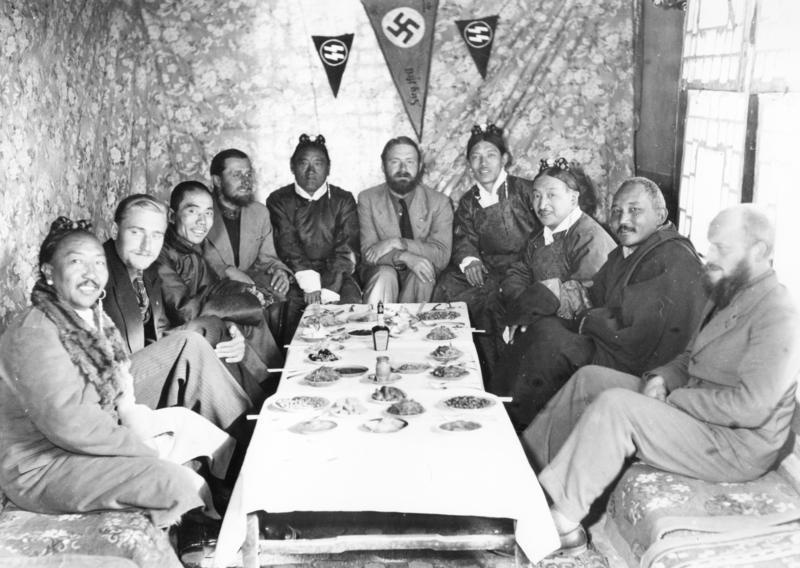
Spedizione nazista in Tibet: fotografia di gruppo ricercatori tedeschi e tibetani

La prima guerra mondiale e la guerra civile cinese causarono un impoverimento della Cina che accantonò provvisoriamente l'interesse per il Tibet, facendo sì che Thubten Gyatso (XIII Dalai Lama, 1876-1933) governasse indisturbato sul territorio reclamato oggi dal Governo tibetano in esilio, ad eccezione della regione dell'Amdo (Qinghai) dove gli Hui, che controllavano i territori vicini dello Xining, cercavano di estendere il proprio potere.
Nel 1927 la Cina spostò la capitale a Nanchino, dove fu spostata anche la commissione per gli affari mongoli e tibetani, nella quale furono fatti entrare come membri diverse personalità tibetane, tra cui il Dalai lama ed il Panchen Lama.
Per un trentennio il Tibet si mantenne equidistante da tutte le potenze, e permise ad una spedizione pseudoscientifica inviata dal Terzo Reich nel 1938, di cercare il fantomatico regno di Shambhala (o Xambala), un regno sotterraneo centroasiatico la cui ipotetica capitale Agharti sarebbe stata governata da saggi rappresentanti della "razza ariana".
Nel 1942, nel corso della seconda guerra mondiale, la strada di rifornimento tra India e Cina che passava per la Birmania fu interrotta dai giapponesi. Il governo britannico richiese invano il permesso di aprire una via militare per i rifornimenti attraverso Zayul (Tibet nord- orientale) al governo tibetano, che si era dichiarato neutrale e non allineato.
Fu una vittoria tanto fragile quanto breve: contando sull'appoggio della potenza militare britannica, non venne ammodernato l'esercito, e dopo trent'anni d'instabilità politica all'interno della Cina, nel 1949 i comunisti cinesi presero il potere, mentre i britannici avevano evacuato l'India già nel 1947. La neonata repubblica indiana allacciò nel 1948 relazioni diplomatiche col Tibet, mentre la repubblica nazionalista cinese mantenne l'ambasciata a Lhasa fino all'8 luglio 1949, quando il governo tibetano ne chiese la soppressione in seguito alla sconfitta dell'esercito nazionalista cinese da parte dell'Esercito Popolare di Liberazione. Complice il mondo distratto dalla contemporanea guerra di Corea, nel 1950 i comunisti cinesi entrarono in Tibet al grido: "Liberiamo il Tibet dagli imperialisti e dagli schiavisti".

## Nella Repubblica Popolare Cinese
Il cosiddetto Tibet storico (territori in cui vivono anche popolazioni tibetane) aveva una superficie quasi doppia rispetto a quella della regione autonoma locale odierna. Con 3,8 milioni di chilometri quadrati di superficie, quanto l'Europa occidentale, il Tibet storico occupa un terzo della Repubblica popolare cinese, ma i suoi sei milioni di abitanti sono appena lo 0,5 per cento della popolazione cinese.
Questa immensa regione di montagne e altipiani ha sempre attirato gli appetiti dei vicini per la sua posizione strategica (fra Cina e India), perché controlla riserve d'acqua vitali per tutto il continente (lo Yangze, il Fiume Giallo, il Mekong, l'Indo, il Brahmaputra nascono qui), e giacimenti di minerali preziosi dall'oro all'uranio.
Le mire coloniali della Cina sul Tibet sono una costante nella storia: l'indipendenza del Tibet, i cui abitanti sono linguisticamente affini anche ai birmani con cui condividono il ceppo di lingue sino-tibeto-birmane, non venne accettata dalla Cina repubblicana, che dopo il 1911 prese il posto della dinastia mancese (1644 - 1911), l'ultima delle dinastie imperiali. Il fondatore della Repubblica di Cina, Sun Yat Sen (1866-1925) non solo non ammise la secessione della Mongolia, del Tibet e del Tannu Tuva, ma si propose di riconquistare tutti i territori storicamente appartenuti alla Cina, vale a dire la penisola Coreana, il Vietnam settentrionale, l'isola di Sachalin, il kashmir, il Nepal, il Sikkim, il Bhutan, la regione del Wakkan (Afghanistan), la regione russa dei fiumi Ussuri ed Amur, le regioni settentrionali della Birmania e del Laos (i territori Shan), nonché quelle orientali del Tagikistan, dell'Uzbekistan, del Turkmenistan, del Kazakistan e del Kirghizistan.
Nel periodo tra il 1914 ed il 1949 il caos dominava la Cina, con una guerra civile sanguinosa tra i nazionalisti del Guomindang (allora al potere) ed i comunisti di Mao Zedong (1893 - 1976), in concomitanza con l'aggressione nipponica del 1931 - 1945. La vittoria di Mao, nel 1949, e la proclamazione della Repubblica popolare cinese il 1º ottobre di quell'anno, fecero tornare alla ribalta la questione dei "Territori separati dalla madrepatria". Durante il discorso del 1º ottobre, Mao citò, appunto, uno ad uno i territori che sarebbero stati ricondotti alla Cina: l'isola di Hainan (occupata tra il marzo ed il maggio del 1950), l'isola di Taiwan, le isole Pescadores, Spratley, Quemoy, Isole Matsu, la regione indiana dell'Aksai Chin (Ladakh, conquistato nella guerra del 1962), la regione indiana controllata dalla britannica Agenzia della frontiera nordorientale (North East Frontier Agency, NEFA, regione dell'alto corso del fiume Brahmaputra) ed, appunto il Tibet.
Già il 1º gennaio 1950 Radio Pechino annunciò per il Tibet l'imminente "liberazione dal giogo dell'imperialismo britannico" (l'influenza britannica in realtà era finita con la seconda guerra mondiale e l'indipendenza dell'India, nel 1947). Il Dalai Lama e il Panchen Lama, allora adolescenti, firmarono messaggi in cui chiedevano l'intervento della Cina per proteggere il Tibet dalle potenze straniere nemiche. Nel contempo iniziarono frenetiche trattative diplomatiche tra cinesi e tibetani al fine di evitare l'invasione cinese. Una delegazione tibetana di alto livello era attesa l'8 ottobre 1950 alla stazione ferroviaria di Pechino, allorquando la radio cinese dette la comunicazione ufficiale dell'ingresso di 80.000 uomini in Tibet.
La Guerra di Corea, scoppiata all'alba di domenica 25 giugno 1950, e l'intervento americano a sostegno della Corea del Sud attaccata dalla comunista Corea del Nord di Kim Il Sung (1912-1994) dettero alla Cina l'occasione sperata per occupare il Tibet. Distolta dai fatti di Corea, l'opinione pubblica mondiale venne colta di sorpresa allorché, il 7 ottobre 1950, quarantamila soldati dell'Esercito di liberazione popolare attraversarono il corso superiore dello Yangtze e dilagarono in tutto il Tibet orientale, il Kham, oggigiorno in gran parte incorporato nelle provincie cinesi del Sichuan, del Gansu e del Qinghai, uccidendo ottomila male armati soldati tibetani, e senza praticamente incontrare resistenze di sorta. Una settimana dopo l'attuale Dalai Lama, Tenzin Gyatso (1935-vivente) venne dichiarato maggiorenne e diventò sovrano del Tibet a tutti gli effetti.
Nel 1950 40.000 soldati dell'Esercito di Liberazione Popolare, con una campagna bellica pianificata dal futuro leader Deng Xiaoping, entrarono in Tibet frantumando il presidio militare tibetano, ed occuparono la parte occidentale del Kham a cui venne dato il nome di Qamdo ed assegnato la status di territorio a statuto speciale.
Nessuno stato sovrano ha mai riconosciuto l'indipendenza del Tibet e anche i paesi europei, coerentemente con il diritto internazionale, trattarono l'invasione come una questione interna cinese (del resto, allora, la Repubblica popolare cinese non era diplomaticamente riconosciuta dagli Stati Uniti e dall'Europa Occidentale) e l'America, già duramente impegnata contro le truppe cinesi (i cinesi accorsero in aiuto alla Corea del Nord appena due settimane dopo aver invaso il Tibet, il 19 ottobre 1950) a difendere la Corea, non osò sfidare Mao. Ancora oggi tutti i paesi del mondo riconoscono il Tibet come una regione della Cina e non come un'entità indipendente.
Sardar Vallabhbhai Patel (1875-1950), il vice primo ministro dell'India di allora, così si espresse: "La recente e amara vicenda (l'invasione cinese del Tibet) ci dice anche che il comunismo non è uno scudo contro l'imperialismo e che i comunisti sono buoni o cattivi imperialisti come tutti. Le ambizioni cinesi sotto questo aspetto non riguardano solo i fianchi himalayani dalla nostra parte ma includono anche importanti parti dell'Assam. Hanno anche ambizioni sulla Birmania".
Anche il Dr. Rama Manohar Lohia (1910-1967), leader comunista indiano, dopo aver fortemente condannato la violazione, così si espresse: "Il governo cinese invadendo il Tibet ha portato offesa non solo contro il senso morale internazionale, ma anche contro gli interessi dell'India: il Tibet rappresenta il palmo della mano ed ora la Cina vuole pure le dita, ovvero Nepal, Bhutan, Sikkim ed i territori indiani ad oriente ed occidente della Linea McMahon".
Negli annali delle Nazioni Unite, a quella data, l'unico Paese che invano sollevò la questione fu El Salvador.
Il 17 novembre 1950 il XIV Dalai Lama Tenzin Gyatso (l'attuale Dalai Lama) assunse i pieni poteri spirituali e temporali come Capo dello Stato, nonostante avesse appena compiuto il sedicesimo anno. Fu lui a firmare l'"accordo dei 17 punti" del 23 maggio 1951 noto come "Trattato di liberazione pacifica", e successivamente sarebbe diventato vicepresidente del Comitato permanente del Congresso nazionale del popolo. In seguito la Cina usò questo documento per attuare il piano di trasformare il Tibet in una colonia cinese senza tenere alcun conto della forte resistenza del popolo tibetano.
Privato dei suoi territori settentrionali ed orientali, il 9 settembre 1951 il Tibet dovette accogliere 3.000 soldati cinesi da acquartierare nella capitale Lhasa e dovette cambiare il proprio nome adottando quello cinese di Xizang. Questa data segna effettivamente la fine dell'indipendenza tibetana.
Il Tibet doveva rinunciare, tra l'altro, ad una politica estera autonoma, a batter moneta e a stampare francobolli. Poiché alcune riforme del nuovo governo, tra le quali quella di una redistribuzione delle terre, sarebbero risultate impopolari tra monaci e aristocratici, l'accordo dei 17 punti previde un graduale inserimento di tali riforme nell'arco di sei anni. Con la sorpresa dei tibetani, da tale piano furono escluse le regioni periferiche del Kham e dell'Amdo, nelle quali le pesanti riforme furono imposte con risoluzione immediata e con l'uso della forza.
Le pesanti imposizioni nelle due regioni provocarono locali rivolte duramente sedate dai cinesi, che arrivarono a bombardare con l'aviazione i monasteri in cui si erano asserragliati i ribelli khamba. Vennero anche imposte pesanti tasse sui monasteri sia per indebolirli come centri di potere, sia per finanziare le costose campagne di occupazione.
Già nel 1952 i cinesi vennero economicamente incentivati a trasferirsi in massa in Tibet dalle regioni limitrofe, tanto che oggigiorno i tibetani, sei milioni, sono in minoranza nel proprio paese nei confronti degli immigrati han. Il Dalai Lama chiese due anni dopo un incontro con Mao Tse Tung e con Deng Xiaoping per negoziare invano una soluzione pacifica.
Nel 1954, contemporaneamente al riconoscimento indiano dell'annessione cinese del Tibet, il Dalai Lama e il Panchen Lama, invitati a Pechino, rimasero affascinati da Mao e dagli altri leader comunisti e solo alla fine del loro soggiorno questi ultimi gettarono la maschera accusando il Buddhismo di essere un "veleno". Tornati in patria i due giovani leader religiosi scoprirono che lontano da Lhasa, nelle provincie di Amdo e Kham, le milizie comuniste avevano già cominciato a svuotare i monasteri ed a perseguitare il clero buddista. La colonizzazione "pacifica" del Tibet si scontrava con una reale e sistematica distruzione del culto tibetano e dei monasteri, nella completa indifferenza mondiale. Repressione e arresti di massa scatenarono nel 1955 le prime fiammate di insurrezione armata, a cui partecipano i monaci buddisti. A quel punto, gli Stati Uniti, che avevano già combattuto direttamente contro i cinesi in Corea, presero l'iniziativa e la CIA venne incaricata di addestrare la resistenza tibetana. L'aiuto venne interrotto un quindicennio dopo da Richard Nixon e da Henry Kissinger nel 1971 dopo il disgelo con la Cina al fine di trovare una via d'uscita alla guerra del Vietnam.
Approfittando dei dissidi in seno al Partito Comunista Cinese in seguito alla fallimentare e tragica esperienza del "grande balzo in avanti" e con il supporto della CIA, il 10 marzo 1959 il movimento di resistenza tibetano, ormai esteso a tutto il Paese, culminò in una sollevazione che fu repressa col dispiegamento da parte del governo cinese di 150.000 uomini e di unità aeree. Migliaia di uomini, donne e bambini vennero massacrati nelle strade di Lhasa e in altri luoghi. Il 17 marzo 1959 il Dalai Lama abbandonò Lhasa per cercare asilo politico in India seguito da oltre 80.000 profughi tibetani, negli anni successivi la diaspora continuò fino a toccare il numero odierno di 130.000 profughi dispersi in tutto il mondo. La sollevazione si stima abbia comportato una strage di almeno 65.000 persone (cifre più attendibili indicano in 80.000 vittime e 300.000 profughi). Per il Tibet iniziò un periodo tragico, privato com'era del suo capo di Stato e guida spirituale.
Tenzin Gyatso (il XIV Dalai Lama) e altri funzionari del governo si stabilirono a Dharamsala in India, ma sparuti gruppi di resistenza continuarono la lotta in patria fino al 1969. Più volte il ministro cinese Zhou Enlai chiese all'India l'estradizione del Dalai Lama.
Nel 1965, con la proclamazione della nascita della "Regione Autonoma del Tibet" (T.A.R.), il paese perde ogni forma seppur velata d'indipendenza, divenendo una regione autonoma della Cina amministrata direttamente da Pechino, con questo atto il Tibet venne annesso alla Cina de facto, come annunciò l'allora presidente della Repubblica popolare, Liu Shaoqi (1898-1969).
Il biennio 1966-1968 fu tragico per il Tibet. Durante la Grande rivoluzione culturale, i rivoluzionari cinesi organizzarono campagne di vandalismo contro monasteri e siti simbolo della cultura antica. Dal 1950 venne distrutta la quasi totalità dei monasteri, oltre 6.000, di cui molti secolari. Un gran numero di tibetani venne ucciso e molte migliaia furono arrestate. Anche oggi si contano tibetani, soprattutto monaci e monache, nelle carceri cinesi per reati politici legati alla richiesta di indipendenza.
La nuova resistenza ha inizio nel 1977 e dura tuttora, dopo due dure repressioni, rispettivamente nel 1980 e nel 1989. Nel 1978, 1979, 1981, 1984 e 1991 la stampa mondiale si occupò dell'irrisolto problema tibetano.
Il Governo tibetano in esilio denuncia la volontà del Governo cinese di cancellare definitivamente la cultura del paese con la repressione e con una propaganda martellante sui mass media e per le strade. Il Dalai Lama ormai non richiede più l'indipendenza del Tibet, ma una vera autodeterminazione che possa preservare ciò che è rimasto della sua cultura e garantire ai tibetani i diritti umani fondamentali.
Dopo la morte di Mao, è continuata la resistenza attiva e passiva dei tibetani. Il nuovo leader cinese, Deng Xiaoping, ha promosso a partire dal 1983 massicci trasferimenti di cinesi in Tibet ed il trasferimento forzato è stato incrementato dopo il fallimento dei colloqui segreti tra il governo cinese ed il Dalai Lama nel 1987, quando quest'ultimo propose agli Stati Uniti un accordo di mediazione con la Cina che salvaguardasse l'identità culturale del suo Paese (21 settembre). Tuttavia questo "trasferimento forzato" non è provato da nessun documento. Alle manifestazioni in Tibet la Cina rispose con un'ennesima repressione che fece due morti.
La morte del Panchen Lama nel 1994 ha aggravato la tensione.
Nel marzo del 2008, con l'approssimarsi dell'apertura a Pechino dei giochi olimpici, sono scoppiate nuove manifestazioni a Lhasa, promosse da elementi estremisti tibetani contestatori della linea "morbida" del Dalai Lama, che sono state represse con mano inizialmente cauta. Tali scontri hanno provocato grande imbarazzo al governo cinese, che su pressione della comunità internazionale ha ripreso i colloqui poche settimane più tardi in un incontro a Pechino con i rappresentanti designati dal Dalai Lama.
Nel frattempo, lo stile di vita sempre più "occidentale" della gioventù cinese nelle grandi città, ha fatto scoprire agli adolescenti il messaggio pacifico del Dalai Lama, tanto che nella primavera del 2010, ad un dibattito organizzato da una televisione statunitense, hanno potuto partecipare senza limitazioni della censura anche giovani cinesi della Repubblica Popolare, i quali hanno potuto porre in diretta domande anche politiche al Dalai Lama, ricevendo risposte dal tono molto pacato.

### Libri
- Laurent Deshayes, Storia del Tibet, 1998, Newton & Compton
- (EN) Walt van Praag, Michael C. van. The Status of Tibet: History, Rights and Prospects in International Law, Boulder, 1987.

### Saggi e articoli
- Henri Stern, Il Tibet libero è utile anche a Pechino, intervista con sua santità il Dalai Lama, in "Limes", n. 1, 1995